# 高长青
高长青（1959年12月31日—2019年1月8日），男，内蒙古包头人，中国心血管外科学专家，為中國進行第一例機器人心臟手術的外科醫師。曾任中国人民解放军总医院副院長，中国工程院院士，愛丁堡皇家外科學院院士，國立醫學科學院院士。

## 生平
高长青於1960年1月1日生於中國內蒙古包頭市。1979年進入包头医学院，1984年8月畢業。1988年以全内蒙古自治区第一名之姿通過在教育部的EPT考试（出国进修人员英语水平考试），获得了进入墨西哥国立自治大学学习的机会。1991年，高長青開始在墨西哥国立自治大学留學，1995年毕业于墨西哥国立自治大学、墨西哥国立心脏病研究所，取得醫學博士（M.D.）学位。1996年5月返中，進入北京中国人民解放军总医院工作，後歷任該院心血管外科主任、副院長等職。他还担任心脏外科研究所所长、国家机器人心血管外科培训中心主任、达芬奇外科手术国际培训中心主任和国际机器人心血管外科合作与研究中心主任。
2007年，高长青成功執行中國進行第一例機器人心臟手術。2015年当选为中国工程院院士。，也當選英國愛丁堡皇家外科學院院士，法國國立醫學科學院院士。高氏亦擁有少將軍銜。他一生完成了至少4000例心血管外科术，以及使用达芬奇机器人完成了700例心脏外科术。
2019年1月8日病逝北京，年59歲。

## 學術貢獻
高氏曾擔任《中华外科杂志》等十餘家醫學期刊的編輯，發表過逾300篇論文，並出版英文機器人外科專書《機器人心臟外科學》（Robotic Cardiac Surgery，ISBN 978-94-007-7659-3）。